# Pagney-derrière-Barine
Pagney-derrière-Barine è un comune francese di 585 abitanti situato nel dipartimento della Meurthe e Mosella nella regione del Grand Est.

## Origini del nome
Il nome è formato dall'antroponimo latino Paternius e dal suffisso gallo-romano -acum, forma tipica della tarda antichità e del periodo merovingio. Appare nella forma Paterniaco nel 885. Il riferimento al monte La Barine viene aggiunto nel 1323 nella forma Pagney-en-Barine.

## Storia

### Simboli
Lo stemma di Pagney-derrière-Barine è un'arma parlante:
Pagney può significare "eredità paterna", qui simbolizzata dal leone che sembra uscire da "dietro" (derrière) la Barine che è la montagna di Pagney.

## Società

### Evoluzione demografica
Abitanti censiti